# Куликовка (Черниговская область)
Кулико́вка (укр. Куликівка) — посёлок в Черниговском районе Черниговской области Украины, административный центр Куликовской поселковой общины. До 17 июля 2020 года был административным центром Куликовского района.

## Географическое положение
Находится в 39 километрах к юго-востоку от Чернигова.

## История
Селение было основано в 1650 году.
В 1781 году стало селом Черниговского уезда Черниговского наместничества, с 1802 года — Черниговской губернии Российской империи.
В ходе административно-территориальной реформы в 1922 году Куликовка стала центром волости, а в 1923 году — районным центром.
В ходе Великой Отечественной войны с 8 сентября 1941 до 16 сентября 1943 года Куликовка была оккупирована немецкими войсками. 22 сентября 1943 года происходил бой за посёлок.
В 1960 году Куликовка получила статус посёлка городского типа.
В 1972 году здесь действовали льнозавод, инкубаторно-птицеводческая станция, осуществлялся ремонт комбайнов.
В январе 1989 года численность населения составляла 6084 человека.
В мае 1995 года Кабинет министров Украины утвердил решение о приватизации Куликовского льнозавода. В дальнейшем, завод остановил работу, половина производственного оборудования была демонтирована на металлолом.
По состоянию на 1 января 2013 года численность населения составляла 5534 человек.

## Экономика
- отделение Приватбанка «Куликовское»[9].

## Транспорт
Ближайшая железнодорожная станция - имени Бориса Олейника (прежнее название станция «Дроздовка») на линии Чернигов — Нежин Юго-Западной железной дороги.

## Известные жители
В Куликовке родились: оперная певица Анастасия Зиновьевна Левицкая и Герои Советского Союза Марк Гуз и Степан Мурза.